# 비올 (기업)
비올(ViOl Co. Ltd.)은 대한민국의 피부미용치료기 판매 및 개발 기업이다. 본사는 경기도 성남시 분당구 판교로 744 분당테크노파크 C동 808호,809호에 위치해 있으며 대표이사는 이상진이다.

## 특허분쟁
현재 진행 중인 마이크로니들 고주파(RF) 원천기술 특허 침해 소송에서 1차 합의에 도달하여 합의금 일부를 받았다.

## 참고문헌
1. ↑  김명선, 비올, 올해도 두자릿수 성장.. 현금력 우수, 아이투자, 2024.03/18
2. ↑  전일 시간외급등주, 서린바이오 10.0%, 비올 10.0% 등, 한국경제, 2024.03.15
3. ↑  신민준, 비올, 마이크로니들 고주파 특허 침해 소송 1차 합의…"합의금 일부 수취", 이데일리, 2024-03-13